# Kravljak (żupania bielowarsko-bilogorska)
Kravljak – wieś w Chorwacji, w żupanii bielowarsko-bilogorskiej, w gminie Đulovac. W 2011 roku liczyła 22 mieszkańców.